# آبشار گریت کانگلومرت
آبشار گریت کانگلومرت (به انگلیسی: Great Conglomerate Falls) آبشاری است که در میشیگان، ایالات متحده آمریکا واقع شده و ارتفاع کلی ریزشگاه آن ۳۰ فوت (۹٫۱ متر) است.